# اسمارتزویل (کالیفرنیا)
اسمارتزویل (به انگلیسی: Smartsville) یک منطقهٔ مسکونی در ایالات متحده آمریکا است که در شهرستان یوبا، کالیفرنیا واقع شده‌است. اسمارتزویل ۱٫۸۵۷ کیلومتر مربع مساحت و ۱۷۷ نفر جمعیت دارد و ۲۰۴ متر بالاتر از سطح دریا واقع شده‌است.